# Dendrodoris nigra
Dendrodoris nigra is een slakkensoort uit de familie van de Dendrodorididae. De wetenschappelijke naam van de soort is voor het eerst geldig gepubliceerd in 1855 door Stimpson.